# NGC 7701
NGC 7701 é uma galáxia espiral (Sb) localizada na direcção da constelação de Pisces. Possui uma declinação de -02° 51' 18" e uma ascensão recta de 23 horas, 34 minutos e 31,5 segundos.
A galáxia NGC 7701 foi descoberta em 20 de Setembro de 1784 por William Herschel.